# Tetrernia terminitis
Tetrernia terminitis är en fjärilsart som beskrevs av Edward Meyrick 1890. Tetrernia terminitis ingår i släktet Tetrernia och familjen Crambidae. Inga underarter finns listade i Catalogue of Life.